# پرینستون الکترونیک
پرینستون الکترونیک (انگلیسی: Princeton) شرکت الکترونیک ژاپنی است، که در سال ۱۹۹۵ توسط توشیا ناکادی تأسیس شد.